# Клан Мак-Лауд зі Льюїса

Нашоломник (гребінь) клану МакЛауд з Льюїса.

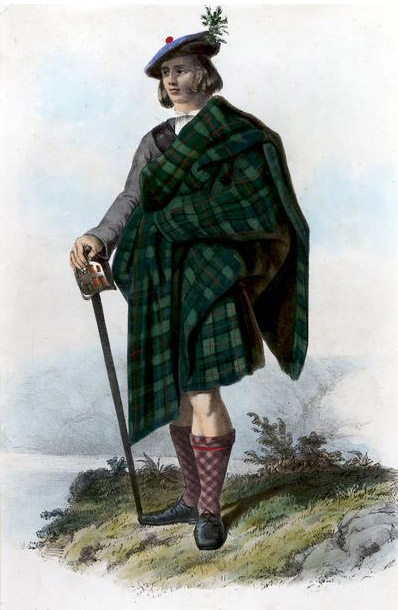
Чоловік з клану МакЛауд у традиційному вбранні. Малюнок художника МакЯна 1845 року.

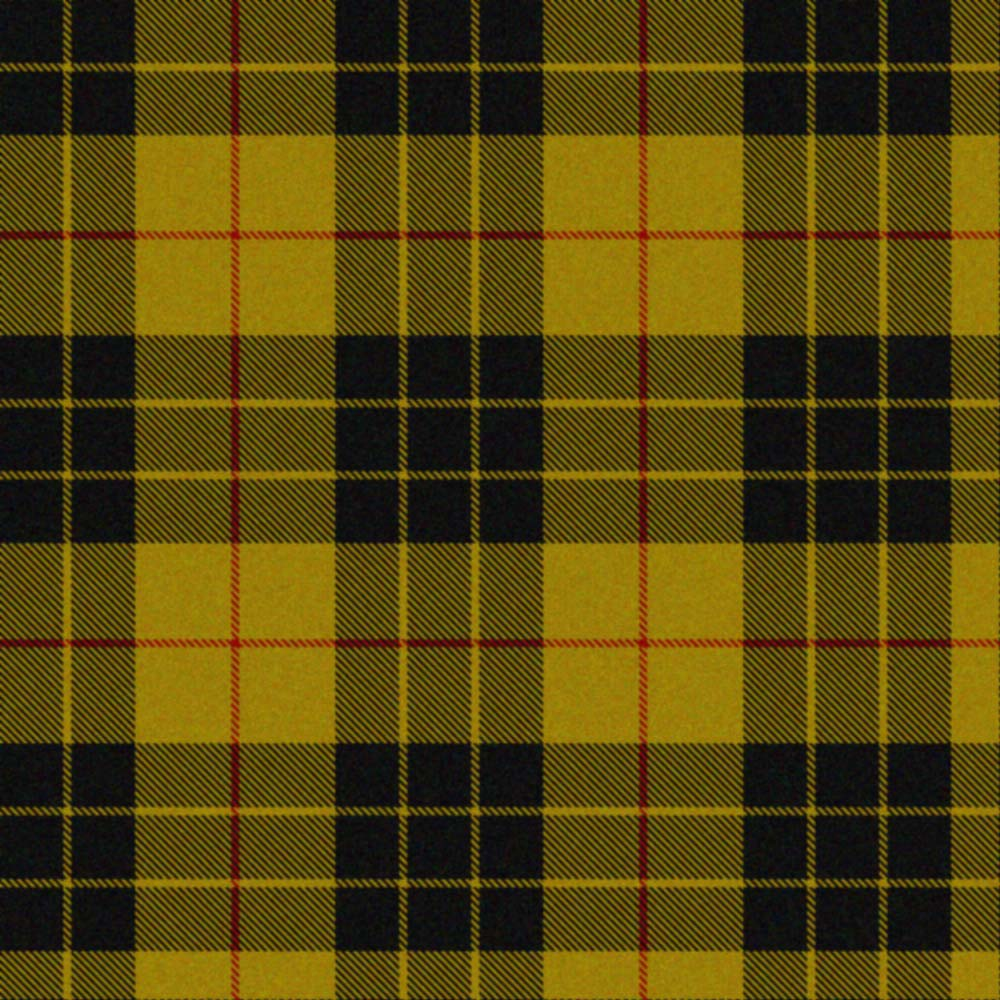
Тартан клану МакЛауд з Льюїса.

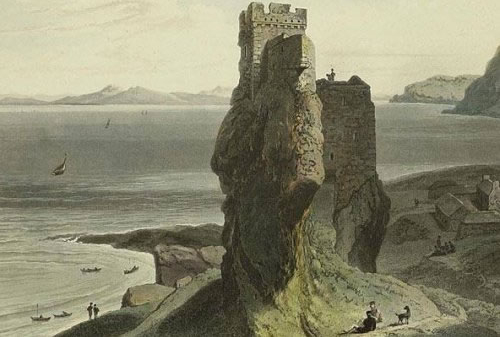
Замок Бройхін на острові Рассей. Малюнок художника Вільяма Даніеля 1819 року. Замок був побудований в кінці 15 століття або на початку 16-го століття і був у володіннях МакГіллеКауїма.

Клан МакЛауд з Льюїса — (шотл. — Clan MacLeod Lewis) — один з шотландських кланів Гайленда. В часи свого розквіту і могутності володів численними землями на островах поблизу Шотландії та на західному узбережжі Шотландії. У XIV—XVII століттях було дві гілки клану МакЛауд — Маклауд з Данвегану і Харріса та МакЛауд з Льюїса. Клан МакЛауд з Льюїса був відомий як клан Шол Торкайлл (гельск. — Sìol Thorcaill) — клан Сім'я Торкайлла. Клан МакЛауд з Данвегану і Харріса був відомий як клан Шол Тормойд (гельск. — Sìol Thormoid) — клан Сім'я Тормойда.
Згідно історичних переказів засновником клану був Лауд — син Олафа Чорного — короля островів та острова Мен. Лауд мав двох синів — Торкайлла та Тормойда, що стали засновниками двох гілок клану. У XVI — XVII століттях рід вождів клану МакЛауд з Льюїса був майже повністю знищений Старим Рорі та його нащадками. В результаті цієї ворожнечі і кланової війни клан МакЛауд з Льюїса втратив практично всі свої землі, які відійшли у володіння клану МакКензі. Вижила тільки одна гілка — МакЛауд Раасей (гельск. — MacLeod Raasay). Нинішній вождь клану МакЛауд з Льюїса належить саме до цієї родини.
Сьогодні обидва клани МакЛауд мають вождів, люди з цих кланів живуть в Шотландії, Канаді, Австралії, Англії, Франції, Новій Зеландії, ПАР, США.
Гасло клану: Luceo non uro, I birn quil I se - "Палаю, але не згораю".
Символ клану: Гілка брусниці
Вождь клану: Торквіл Дональд МакЛауд (Torquil Donald MacLeod)
Історична резиденція вождя клану: Замок Сторновей
Союзні клани: МакЛауд
Ворожі клани: Макензі, Моррісон

## Історія клану

### Олаф Чорний
Згідно традиційних історичних переказів клану МакЛауд клан походить під Олафа Чорного короля Островів та короля острова Мен. Король Олаф Чорний мав сина Лауда, що вважається засновником клану МакЛауд. Лауд мав двох синів — Торкайлла та Тормойда, що стали відповідно засновниками двох гілок клану: МакЛауд з Льюїса та Маклауд з Данвегану і Харріса. Проте історики ставлять під сумнів достовірність цього історичного переказу. Документи, що вказують на таке походження клану датуються XVII століттям — 1630 роком, коли вождем клану був Ян Мор МакЛауд (вождь клану в 1626—1649 роках). Його син Ян Брек МакЛауд (вождь клану в 1664—1693 роках) вперше включив герб королів острова Мен до складу свого герба. Тому історики підозрюють ці історичні перекази та генеалогії у фальсифікації. Ніяких історичних доказів того, що вожді клану МакЛауд є нащадками короля Олафа Чорного не існує.

### Землі клану та клан МакНіколс
Історики В. Селлар та В. Матесон (англ. — W.D.H. Sellar, William Matheson) стверджують, що землі якими володів клан МакЛауд з Льюїса до цього належали клану МакНіколс і перейшли до клану МакЛауд в результаті шлюбу з спадкоємицею клану МакНіколс.

### XIV—XV століття
Найпершу історичну згадку про клан МакЛауд з Льюїса знаходитмо в Королівському Статуті часів царювання шотландського короля Давида (Девіда) II к (правив у 1329—1371 роках), коли Торкалл МакЛауд отримав землю в Ассінті (шотл. — Assynt) близько 1343 року. У цьому статуті не зазначається, яку власність мав клан і його вождь до цього. До 1344 року клан МакЛауд з Льюїса жив на острові Льюїс як васал клану МакДональд. У цей час клан МакЛауд з Льюїса став могутнім і прирівнявся по своїй силі і значимості з кланом МакЛауд з Харріса. Клан володів землями в районах Льюїс, Раасей, Ватерніш на острові Скай, Ассінт, Койгах, Кайрлох.
У 1406 році військо клану МакЛауд з Льюїса було розбите в битві під Туйтем Тарбах (шотл. гельск. — Tuiteam Tarbhach), воюючи проти клану МакКей. Причиною кланової війни, згідно з історичною традицією, було погане ставлення до Сідег (шотл. Гельск. — Sidheag), вдови Ангуса МакКея з Статневера (шотл. гельск. — Strathnaver), її дівера Хахеона (шотл. гельск. — Hucheon) — духовного наставника клану МакКей. Сідег походила з клану МакЛауд з Льюїса. Брат вождя клану МакЛауд з Льюїса — Гілле-Калуїм Бег на чолі армії клану зітнувся з кланом МакКей в Сазерленді. Під час битви клан МакЛауд з Льюїса був розгромлений, а Гілле-Калуїм Бег був убитий.

### XVI століття
У 1528 році вождь клану Джон МакЛауд з Льюїса підтримав свого зведеного брата Дональда Груамаха з клану МакДональд з Сліту і вони захопили землі Троттерніх (шотл. Гельск. — Trotternish), що належали клану МакЛауд з Харріса та Данвегане.
Домналл Дубх був проголошений лордом багатьох зеиель та кланів, що були підпорядковані клану МакДональд: МакЛауд з Льюїса, Камерон з Лохейл, МакЛін з Дуарта, МакЛін з Лохбью, МакКваррі з Ульва, МакНейлс з Барра, МакДональд з Ларгі. Залишилися вірними виключно короні клани МакЛауд з Харріса та Данвегане і МакЯн з Арднамурхана. Після поразки заколоту і повстання Домналла ДубхаПо розпаду повстання і смерті Домналла Дубха в 1545 році, Руайрі був помилуваний за його зраду повстанцям. Хоча ясно, що він і його клан діяли незалежно від уряду Шотландії. У 1554 році уряд Шотландії проголосив поза законом Руайрі МакЛауда з Льюїса, Джона Мойдертаха з клану Ранальд, Дональда Гормсона з клану МакДональд з Сліту, бо вони відмовилися прибути до парламету в Інвернесс.

### Занепад і падіння клану МакЛауд з Льюїса
Падіння клану, вимирання оригінальної лінії вождів, втрата землі на острові Льюїс, почалися з правління вождя Руайрі та з одруження з дочкою Джона Маккензі з Кінтайла. У результаті цього шлюбу народився Торквіл Коннанах (названий на честь своєї резиденції серед земель клану Маккензі в Страхконнан). Руайрі пізніше відрікся від свого сина і звинуватив дружину у перелюбі з Моррісоном. Дружина Руайрі після цього звинувачення втекла з двоюрідним братом Джоном МакГіллехаллум з Раасей, після цього Руайрі офіційно розлучився з нею. У 1541 році Руайрі одружився з Барбарою Стюарт, дочкою лорда Ендрю Ейвондейле — у них народився син Торкве Ойгре Спадкоємець.
У 1566 році законний син Торкве Ойгре потонув разом з 60 своїми прихильниками під час плавання з Льюїса на Скай через Мінх. Відразу ж Торкве Коннах взяв в руки зброю, його підтримав клан Маккензі. Він захопив свого імовірного батька Руайрі і протягом наступних чотирьох років тримав його в ув'язненні у жахливих умовах.
Руайрі був звільнений з полону, тільки погодившись визнати Торкве Коннахта законним спадкоємцем. У 1572 році Руайрі прибув до Таємної ради, де він був змушений віддати всі свої землі короні. Потім Руайрі повернувся до Льюїса і скасував усі свої попередні рішення. Торквіл Коннахт отримав грамоту на законне володіння землями клану.